# 松岡惠
松岡 惠（まつおか めぐみ）は、日本の看護学者（母性看護学・助産学）。学位は保健学博士（東京大学・1990年）。静岡県立大学大学院看護学研究科教授・看護学部教授、一般社団法人日本助産学会理事。「惠」ではなく「恵」を用いて松岡 恵（まつおか めぐみ）とも表記される。

## 来歴

### 生い立ち
聖路加看護大学に入学し、衛生看護学部の衛生看護学科にて看護学を学んだ。1981年、聖路加看護大学を卒業する。その後、聖路加看護大学の大学院に進学し、看護学研究科にて研究を行った。1983年、聖路加看護大学の大学院の修士課程を修了する。その結果、1983年に、聖路加看護大学から看護学修士の学位を授与された。
聖路加看護大学大学院修了後、聖路加国際病院に採用された。聖路加国際病院では産科病棟の分娩室を担当し、1986年まで勤務した。その後、東京大学の大学院にて、医学系研究科の保健学専攻にて保健学を学んだ。1990年、東京大学の大学院の第一種博士課程を修了する。その結果、1990年に、東京大学から保健学博士の学位を授与された。論文の題は「乳児期早期の睡眠覚醒リズムの発達とそれにおよぼす哺乳の影響について」。

### 学究活動
東京大学大学院修了後、東京医科歯科大学に採用された。医学部の保健衛生学科に配属され、看護学専攻の助手として勤務した。1993年には、東京医科歯科大学の医学部保健衛生学科にて、看護学専攻の助教授に昇任した。1999年、東京医科歯科大学の医学部保健衛生学科にて、看護学専攻の教授に昇任した。また、2001年には所属先が変更となり、東京医科歯科大学の大学院保健衛生学研究科総合保健看護学専攻にて、リプロダクティブヘルス看護学分野を担当する教授となった。2008年、東京医科歯科大学から静岡県立大学に転じた。
現在は、静岡県立大学の大学院にて、看護学研究科の看護学専攻の教授を務めている。また、兼務する職として、静岡県立大学看護学部看護学科の教授も兼任している。また、日本助産学会では理事に就任しており、理事として「表彰関連選考」を担当するとともに業務検討委員会の委員長を務めている。さらに、日本思春期学会でも、理事に就任している。

## 研究
専門は看護学であり、特に母性看護学や助産学といった領域を中心に研究している。具体的には、助産に関連する研究として、助産ケアの開発や、産後の女性、および、その家族に対する育児支援などに取り組んでいる。また、そのほかにも、性や生殖など関連する健康問題について、患者自身によるケアの導入および推進に力を入れている。

## 略歴
- 1981年3月 - 聖路加看護大学衛生看護学部卒業。
- 1983年3月 - 聖路加看護大学大学院看護学研究科修士課程修了。
- 1983年4月 - 聖路加国際病院勤務。
- 1990年3月 - 東京大学大学院医学系研究科第一種博士課程修了。
- 1990年4月 - 東京医科歯科大学医学部助手。
- 1993年3月 - 東京医科歯科大学医学部助教授。
- 1999年7月 - 東京医科歯科大学医学部教授。
- 2001年4月 - 東京医科歯科大学大学院保健衛生学研究科教授。
- 2008年4月 - 静岡県立大学大学院看護学研究科教授。
- 2008年4月 - 静岡県立大学看護学部教授。

## 著作

### 共著
- 川越厚・松岡恵著『妊娠から出産まで――ふたりで準備』婦人之友社、1994年。ISBN 9784829201589
- 松岡恵編著『母性看護学』改訂版、日総研出版、1997年。ISBN 9784890142651
- 藤井正子編『見る注意力の練習帳』新興医学出版社、2004年。ISBN 9784880026251
- 松岡恵編著、塩野悦子ほか著『母性看護学』改訂3版、日総研出版、2006年。ISBN 9784776011675
- 松岡恵子・金吉晴著『知的機能の簡易評価実施マニュアル――Japanese Adult Reading Test (JART)』新興医学出版社、2006年。ISBN 9784880026602

### 編纂
- 藤井正子・松岡恵子編『記憶の練習帳』新興医学出版社、2005年。ISBN 9784880026497

### 翻訳
- Eilizabeth J. Mason著、聖路加国際病院看護手順委員会訳『ナーシングスタンダード――看護基準の作成とケアの評価』医学書院、1988年。ISBN 9784260347822
- Brick Johnstone・Henry H. Stonnington編、松岡恵子・藤田久美子・藤井正子訳『高次脳機能障害のリハビリテーション――リハビリテーション専門家のための実践ガイド』新興医学出版社、2004年。ISBN 9784880024752